# Квантовая информатика
Квантовая информатика — раздел науки, возникший в конце XX века на стыке квантовой механики, теории алгоритмов и теории информации. В квантовой информатике изучаются общие принципы и законы, управляющие динамикой сложных квантовых систем. Моделью таких систем является квантовый компьютер.
Квантовая информатика включает в себя вопросы квантовых вычислений и квантовых алгоритмов, физику квантовых компьютеров, квантовой криптографии и квантовой теории информации, непосредственно касается оснований квантовой теории, в частности, проблемы измерений и описания декогерентности. Важнейшим физическим явлением, которое изучается в квантовой информатике, являются запутанные квантовые состояния и порождаемые ими нелокальные свойства квантовой физики многих тел.
Базовым понятием классической теории информации является бит, принимающий значения 0 или 1. Квантовая информация представляется в кубитах (англ. quantum bit). Кубиты могут находиться в состоянии, являющемся суперпозицией 0 и 1. Несколько кубитов могут быть в запутанном состоянии (англ. entangled).
Важнейшие приложения квантовой информатики:
- квантовая криптография — этот раздел развился до уровня коммерческих систем криптографии, активно применяемых для обеспечения секретности передачи информации;
- технологии запутанных состояний — надёжное получение, верификация и изучение свойств запутанных состояний до десятка частиц (фотоны, зарядовые состояния электронов и куперовских пар, спины электронов и ядер), есть отдельные приложения в работающих приборах. Работающие прообразы квантового компьютера (малокубитные — до 10 кубитов — квантовые процессоры).
- компьютерное моделирование систем многих частиц — наименее разработанный раздел, он включает гипотетический симулятор химии и моделирование сложных систем на квантовом уровне, например, вычислительная модель квантового процессора с декогерентностью; пока моделирование ведётся только с использованием классических симуляторов квантового компьютера и с большим распараллеливанием, есть отдельные серьёзные результаты, например, решение квантовой проблемы трех тел.